# Renault Sport Trophy
Le Renault Sport Trophy est un championnat monotype de course automobile organisé à partir de 2015 par Renault Sport dans le cadre des World Series by Renault. La voiture utilisée pour le début de ce championnat est la Renault Sport R.S. 01 dévoilée lors du Mondial de l'automobile de Paris 2014. Le championnat disparaît en 2016 au bout de deux années d'existence.

## Format
La compétition se veut une passerelle entre les championnats monotypes de Renault Sport et les championnats plus prestigieux comme le Super GT, le DTM ou le WEC.

## Caractéristiques techniques
La voiture utilisée est la Renault R.S.01.

## Palmarès
| Saison | Classe Élite/Pro  | Classe Prestige/Am | Trophée Endurance               | Équipe championne    |
| ------ | ----------------- | ------------------ | ------------------------------- | -------------------- |
| 2015   | Andrea Pizzitola  | Dario Capitanio    | David Fumanelli Dario Capitanio | Oregon Team          |
| 2016   | Pieter Schothorst | Fabian Schiller    | Markus Palttala Fabian Schiller | Team Marc VDS EG 0,0 |

## Galerie
La Renault Sport R.S. 01 au Mondial de l'automobile de Paris 2014.

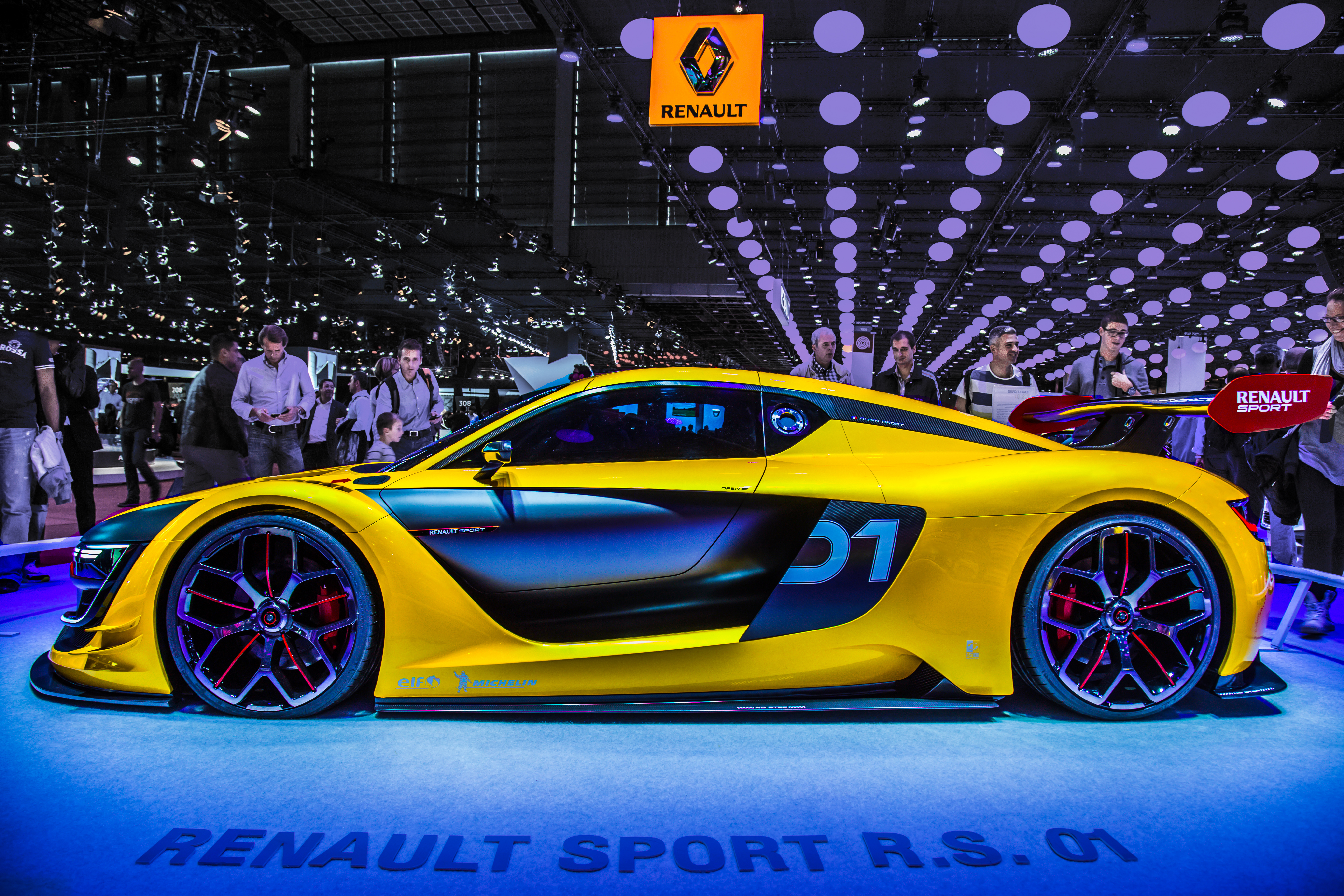
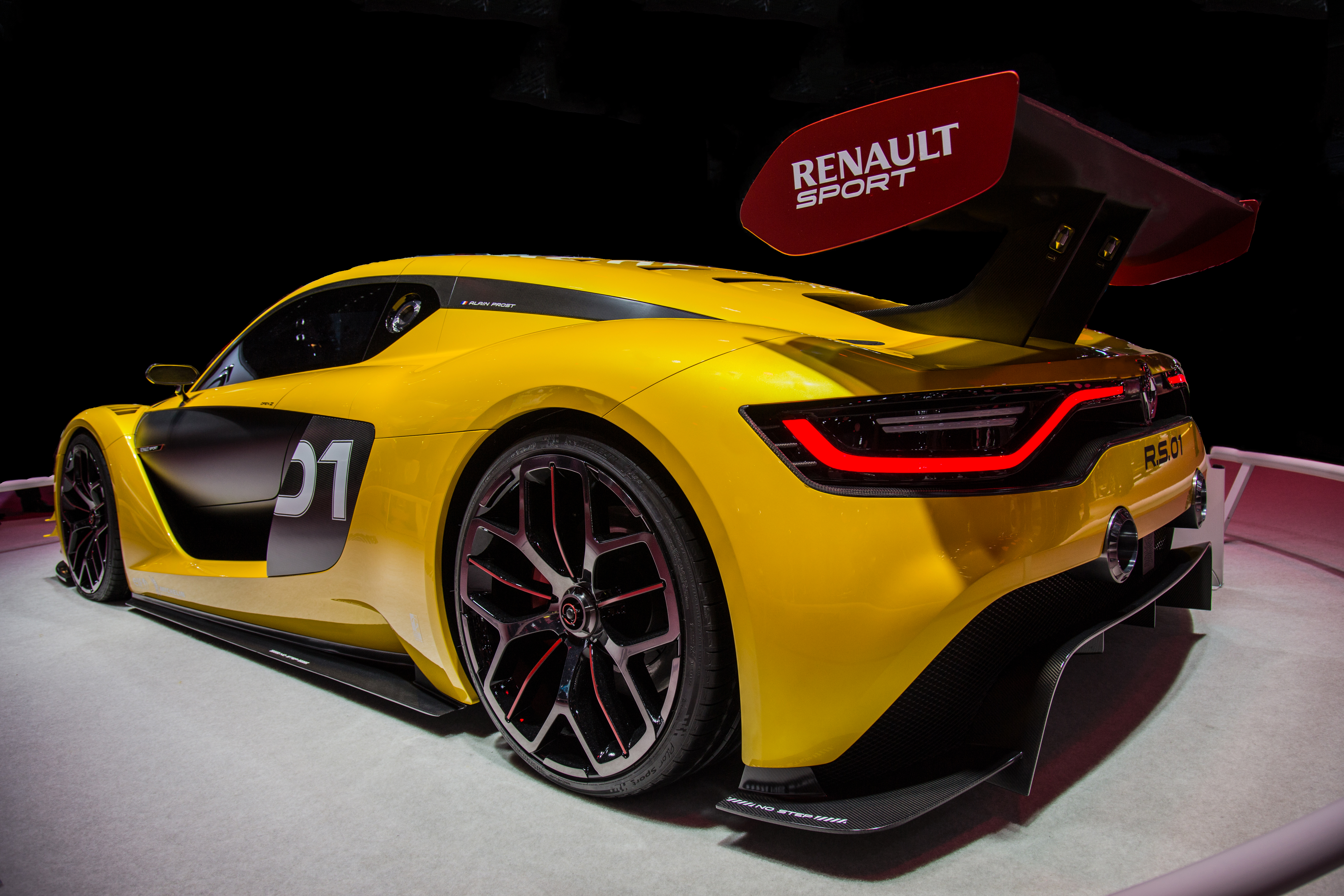